# Reksoft
Рексофт (Reksoft) — мультисервисная технологическая компания из России, оказывающая услуги в области внедрения инноваций и трансформации бизнеса. В 10 офисах компании работает более 1500 человек.

## Специализация
Консалтинг
- Разработка и актуализация бизнес-стратегии компании: продукты, рынки, конкурентный анализ, бизнес-планы и инвестиционные планы, макроэкономический анализ и сценарное моделирование.
- Разработка коммерческих и маркетинговых стратегий с использованием аналитики больших данных (Big Data).
- Комплексная трансформация систем управления цепями поставок от стратегии и операционных моделей до разработки целевой ИТ-архитектуры и внедрения изменений.
- Разработка организационных моделей и кадровых стратегий, развитие HR функции, систем и подходов к управлению изменениями.

Цифровая трансформация
- Цифровые стратегии.
- Реинжиниринг процессов.
- Технический аудит.
- Концепция цифрового продукта.
- Цифровые двойники.
- Электронная коммерция, омниканальные клиентские сервисы.
- Мобильные приложения.
- Высоконагруженные информационные системы.
- Умное предприятие, умный город.
- Системы автоматизации аэропортов, складов и логистических центров.

Разработка цифровых продуктов и сервисов
- Комплексные проекты разработки ИС от проектирования до сдачи «под ключ».
- Проектирование, разработка и внедрение заказного ПО высокой сложности.
- Архитектурный аудит и разработка рекомендаций.
- Управление требованиями и прототипирование.
- Интеграционные платформы и решения (SOA, ESB, ETL).
- Управление жизненным циклом ПО.
- Техническая поддержка ПО на любом этапе жизненного цикла.
- Создание и управление выделенными центрами разработки ПО.
- Внедрение процессов разработки ПО.
- Разработка стратегии перевода решений на другие платформы и микросервисы.
- Адаптация и кастомизация российских ИТ-продуктов
- Замена базовых систем на Open Source аналоги.

Эксплуатация ИТ-систем
- Системы мониторинга.
- Тестирование и QA: функциональное, интеграционное, нагрузочное, автоматизированное.
- Техническая поддержка.
- Сопровождение и развитие ПО.

Выделенные центры
- Выделенные центры разработки ПО.
- Выделенные центры тестирования и QA.
- Выделенные центры технической поддержки и сопровождения.

Большие данные, аналитика и высоконагруженные системы
- Платформа обработки больших данных: сбор данных из различных источников, их проверка, очищение и перекомпоновка для дальнейшей бизнес-интерпретации.
- Хранилище данных и сквозная аналитика: объединение, нормализация, обработка данных в едином хранилище для оптимизации бизнес-аналитики.
- Высоконагруженные системы обработки данных: мониторинг состояния объектов на основе передаваемых «умными» датчиками информации, выявление сигнальных событий в режиме близкому к реальному времени, прогнозирование отказов оборудования и других.

Ключевые отрасли
- Банки и финансы: оптимизация банкоматной сети, распределенные финансы на базе технологий блокчейн и операций с криптовалютами для трансграничных переводов и взаиморасчетов и др.
- Ритейл: B2B и B2C: электронная коммерция на основе промышленных платформ и Open Source, управление каталогом товаров и ценообразованием, мобильные приложения и платежные системы, управление заказами, программы лояльности и др.
- Транспорт: повышение эффективности деятельности транспортных и логистических компаний, оптимизация пассажиро- и грузопотоков и др.
- Горнодобывающая промышленность: разработка стратегий цифровизации горного ИТ, системная интеграция производственных систем, автоматизация горнотранспортного комплекса, создание единого диспетчерско-аналитического центра, разработка систем с использованием компьютерного зрения и машинного обучения и др.
- Нефть и газ: мониторинг данных из различных систем в едином информационном пространстве, автоматизация бумажных бизнес-процессов, интеграция корпоративных подсистем, обеспечение точности, целостности и согласованности данных и др.
- Государственный сектор: повышение эффективности государственного управления, взаимодействия государства и общества.
- СМИ: цифровизация медиаплатформ, эффективное управление информационными потоками, автоматизация производства, упорядочение электронных медиа-банков, обеспечение контроля за авторскими правами, быстрый доступ к данным и возможность их анализа и др.
- ИТ: создание прототипов и MVP, UX и UI-дизайн, разработка ПО на основе Agile и других гибких методологий, DevOps и CI/CD, комплексная интеграция, полный спектр услуг по поддержке и сопровождению ПО и др.
- Телекоммуникации: системы управления, поставки и монетизации контента, разработка платформ OTT/VOD/TVE, мониторинг производительности сетей, инновации как сервис, системы виртуальных собеседников (чат-боты) и др.

## Команда
- Егоров Александр – генеральный директор «Рексофт», член правления НП «РУССОФТ»
- Минеев Евгений – исполнительный директор
- Скорочкин Андрей – генеральный директор «Рексофт Консалтинг»
- Шумеева Елена – финансовый директор
- Лернер Фаина – директор по организационному развитию
- Данилина Галина – директор по маркетингу
- Семенов Александр – директор департамента транспорта и логистики
- Карамышев Дмитрий – директор департамента по работе с горнодобывающей отраслью
- Макова Ольга – директор департамента по работе с нефтегазовой индустрией
- Лебедев Алексей – директор департамента по работе с банковским и финансовым сектором
- Соколов Роман – директор департамента по работе с ритейлом
- Евсеенко Никита – директор департамента по работе со страховыми компаниями
- Потапов Николай – директор департамента по работе с новыми рынками
- Завьялов Евгений – директор департамента бизнес-приложений
- Грачев Евгений – директор направления заказной разработки, генеральный директор RNT Group

## История компании
Компания «Рексофт» основана в 1991 году тремя друзьями-выпускниками Санкт-Петербургского государственного университета аэрокосмического приборостроения: Дмитрием Рудаковым, Александром Егоровым и Виктором Козловым. Название родилось из трех первых букв фамилий основателей. С момента основания компании пост генерального директора занимает Александр Егоров.
Изначально компания занималась разработкой программного обеспечения для зарубежных партнеров. В 1992 году в «Рексофт» заключил свой первый долгосрочный контракт со швейцарским телекоммуникационным концерном Ascom, сотрудничество с которым продолжается до сих пор.
Выполнение проектов для зарубежных клиентов гарантировала более крупные бюджеты. Часть из них основатели решили тратить на развитие продаж книг (по совету отца Дмитрия Рудакова). Так, в 1996 году на сайте издательства Terra Fantastica была создана книжная лавка, где «Рексофт» работал над базой с описаниями, иллюстрациями и отзывами к печатным изданиям. В том же году по аналогии с западным интернет-магазином Amazon родилось название Azon, но среди российских клиентов закрепился Ozon. Впоследствии было решено изменить название на этот вариант.
9 апреля 1998 года Ozon начал свою полноценную работу. В ассортименте были книги, видеокассеты с фильмами, позже к ним добавились музыкальные диски и DVD. Основными клиентами стали проживающие за границей выходцы из России, остро нуждающиеся в русскоязычной литературе.
Наряду с Ozon «Рексофт» разработал и вывел на рынок первую отечественную систему электронных платежей ASSIST (обрабатывает более 80% электронных платежей в России), биллинговую систему для производителя телекоммуникационного ПО «Барсум», а также систему менеджмента гостиничного бизнеса «Эдельвейс».
В 1999 году «Рексофт» входит в состав компаний-основателей НП «РУССОФТ». Александр Егоров становится одним из членов правления ассоциации и остается им до сих пор.
С началом 2000-х годов «Рексофт» получает сертификат качества ISO 9001:2008 и начинает более активная работу на отечественном рынке: появляются центры разработки ПО в Москве (2003 г.), Воронеже (2008 г.), Ростове-на-Дону (в 2019 году); компания входит в состав группы «Т1» (ранее «Техносерв») (2008-2022 гг.). К 2020 году «Рексофт» выполнил более 1000 проектов и зарекомендовал себя как надежный партнер в области цифровой трансформации для разных сфер бизнеса: ритейл, банки и финансы, транспорт, логистика, телекоммуникации, нефтегазовая отрасль и др. Клиенты компании — крупнейшие международные и российские компании, такие как S7, «Почта России», Газпром нефть, «О’КЕЙ», НП «ГЛОНАСС», ОТП Банк, «Открытие», «Ростелеком», Tele2, FXDD, Swisscom Mobile, Springer Nature, T-Systems и др.
В 2021 году «Рексофт» создает компанию «Рексофт.Лабс» для развития собственных технологических и продуктовых разработок.
На фоне изменений 2022 года, связанных с уходом иностранных поставщиков, «Рексофт» запускает процесс консолидации российских команд западных вендоров. К компании присоединяются специалисты бывших российских подразделений Accenture, Schneider Electric, Siemens, Aveva, IBM, SAP, Oracle, Dassault Systemes, а также «ВИСТ Групп». На основе этих команд формируются новые направления в деятельности компании: подразделение трансформационного и стратегического консалтинга («Рексофт Консалтинг»), Центр развития технологий АСУТП и цифровизации производства («ЦРТ АСУТП и Цифровизации производства»), департамент горнодобывающих решений, департамент нефти и газа.
С их помощью «Рексофт» расширяет экспертизу и создает «игрока нового типа» на отечественном ИТ-рынке — многопрофильную технологическую группу компаний, оказывающую полный спектр услуг в области цифровой трансформации бизнеса и предприятий: от создания стратегии трансформации до ее реализации в ИТ-системах, цифровых продуктах и их дальнейшей поддержки. Объединив стратегический и ИТ-консалтинг, лучшую экспертизу по заказной разработке, большим данным, искусственному интеллекту, промышленной автоматизации и развитие собственных решений, группа «Рексофт» предлагает клиентам комплексные решения для задач любой сложности на базе отечественного программного обеспечения.
В 2023 году группа «Рексофт» стала официальным партнером Фонда «Сколково», присоединилась к Ассоциации «Нефтегазовый кластер», вошла в состав Совета по развитию цифровых технологий для промышленности при Ассоциации предприятий компьютерных и информационных технологий (АПКИТ).
В августе того же года группа «Рексофт» объявила о приобретении 100% компании RNT Group, являющейся правообладателем ООО «ЭПАМ Систэмз», дочерней компании EPAM Systems Inc. (EPAM) в России. Сделка получила одобрение государственных регуляторов в России и США. На данный момент благодаря этому объединению, а также существенному расширению экспертизы и портфеля реализованных проектов, «Рексофт» является лидером по заказной разработке программного обеспечения на российском ИТ-рынке.

## Ключевые даты
1991 год
- Александр Егоров с двумя друзьями из Санкт-Петербургского государственного университета аэрокосмического приборостроения основали «Рексофт».

1992 год
- Первый долгосрочный контракт со швейцарским телекоммуникационным концерном Ascom.

1998 год
- Запуск интернет-магазина Ozon.ru.

1999 год
- «Рексофт» вошел в состав компаний-основателей НП «РУССОФТ».

2000 год
- Система качества «Рексофт» сертифицирована по стандарту ISO 9001:2008.

2001 год
- Открытие центра подготовки для студентов с курсами по разработке ПО, тестированию и управлению проектами.

2003 год
- Открытие регионального офиса в Стокгольме и центра разработки в Москве.

2005 год
- Венчурный фонд Martinson Trigon Venture Partners, принадлежащий эстонскому предпринимателю Аллану Мартинсону инвестировал в «Рексофт» 2 млн долларов. Инвестиции предоставлялись для того, чтобы вывести компанию на новый уровень предоставления услуг на российском и мировом рынках.

2006 год
- Сертификация по стандарту CMMI 4 уровня.

2008 год
- «Рексофт» вошел в состав группы «Т1» (ранее «Техносерв»), крупнейшего системного интегратора в России.
- Открытие центра разработки ПО в Воронеже.

2009 год
- Получение сертификата качества ISO 9001:2008 и CMMI 5 уровня.

2019 год
- Открытие центр разработки «Рексофт» в Ростове-на-Дону.
- Вход в межотраслевой проектный консорциум «Автодата.рус».[7]

2022 год
- Приобретение 20-процентной доли «Рексофт» группой «Интеррос». Более 50% бизнеса находятся в управлении у основателя и генерального директора «Рексофт» Александра Егорова и менеджмента компании.[8]
- Генеральный директор Александр Егоров стал советником Министра цифрового развития, связи и массовых коммуникаций «ИТ-услуг».[9]
- Присоединение команды бывшего российского подразделения Accenture под управлением Андрея Скорочкина. На ее основе создано подразделение трансформационного и стратегического консалтинга «Рексофт Консалтинг».[10]
- На базе специалистов «ВИСТ Групп» во главе с Дмитрием Карамышевым создана практика горнодобывающих решений. Департамент специализируется на внедрении комплексных решений в области автоматизированных систем управления горнотранспортным комплексом (АСУ ГТК), включая системы промышленной безопасности, системы диспетчеризации, аналитики производства, управления качеством и пр.[11]
- Активное участие в программах ИЦК «Аэропорты» и «Металлургия».[12]
- Создание Центра развития технологий АСУТП и цифровизации производства («ЦРТ АСУТП и Цифровизации производства»). Центр сформирован на базе специалистов из компаний Schneider Electric, Siemens, Aveva и является частью «Рексофт Консалтинг».[13]

2023 год
- Присоединение к Ассоциации «Нефтегазовый кластер». В ее состав входят крупнейшие компании по добыче природных ресурсов, по производству продукции для ТЭК и ОПК, а также нефтесервисные и научные организации. По данным Минпромторга РФ, это крупнейший нефтегазовый кластер в стране.
- Вход в состав Совета по развитию цифровых технологий для промышленности при Ассоциации предприятий компьютерных и информационных технологий (АПКИТ).
- Приобретение 100% компании RNT Group, являющейся правообладателем ООО «ЭПАМ Систэмз», дочерней компании EPAM Systems Inc. (EPAM) в России. Сделка получила одобрение государственных регуляторов в России и США и была юридически завершена в августе 2023 года.[14]
- Расширение сертификата соответствия системе менеджмента качества стандарта ISO 9001:2015 в связи с расширением бизнес-направлений группы компаний: в сфере промышленной автоматизации для горнодобывающей индустрии, предприятий ТЭК и нефтехимической перерабатывающей промышленности.[15]

## Знаковые проекты
2023 год
- Автоматизированная система сортировки багажа для московского аэропорта Домодедово.[16]
- Система управления мобильными ресурсами (Mobile Resource Management System) для аэропорта Пулково.[17]

2022 год
- Система менеджмента производственных знаний «Моя функция» для «Газпром нефть».

2021 год
- Маркетплейс «Биржа данных», независимая торговая площадка данных автотранспортной сферы (в рамках платформы «Автодата»).

2020 год
- Федеральная сервисная навигационно-телематическая платформа «Автодата» для НП «ГЛОНАСС».

2019 год
- Система управления корпоративной архитектурой для банка «Открытие».[18]
- Мониторинговый центр топливно-логистического комплекса АЗС «Газпром нефть».

2018 год
- Первый в России цифровой экспедитор грузоперевозок AgoraFreight.[19]

2017 год
- Разработка SaaS-решения для информационной безопасности корпоративных сетей для Alert Logic.

2016 год
- Мобильное приложение для сети АЗС «Газпромнефть».[20]
- Омниканальное мобильное приложение «О’КЕЙ».

2015 год
- Первый отечественный интернет-магазин в сфере food-retail «О'КЕЙ».[21]

2011 год
- Система для предоставления государственных услуг ФМС России в электронном виде.

2007 год
- Онлайн-трейдинговая платформа FXDD.

2006 год
- Разработка системы для автоматизации книгоиздания Springer Nature.

1998 год
- Первый в России интернет-магазин Ozon.ru и разработка платежной интернет-системы ASSIST.

1996 год
- Биллинговая система для производителя телекоммуникационного ПО «Барсум».

1992 год
- Система Qvoice для проводных и мобильных сетей швейцарского телекоммуникационного концерна Ascom.

## Рейтинги и награды
2023 год
- Премия «Проект года 2023» (Global CIO) в номинации «Лучший проект по созданию медиаплатформы» за создание системы управления мобильными ресурсами (Mobile Resource Management System – MRMS).[22][23]
- Финалист рейтинга работодателей России HH.ru.
- Генеральный директор «Рексофт» Александр Егоров назван топ-менеджером года по версии «Коммерсантъ СПб».[24]
- Руководители группы «Рексофт» вошли в рейтинг «Топ-1000 российских менеджеров» Ассоциации менеджеров: генеральный директор Александр Егоров – Топ-250 высших руководителей в сфере «Информационные технологии»[25], финансовый директор Елена Шумеева – «Топ-100 финансовых директоров» в индустрии «Информационные технологии»[26].
- Премия «Компания будущего — 2023» в номинации «Цифровая независимость» за проект по автоматизации системы обработки багажа аэропорта Домодедово.[27]
- Премия «Приоритет — 2023» в номинации «Транспорт» за проект по автоматизации системы обработки багажа аэропорта Домодедово.[28]

2022 год
- Премия «Проект года 2022» (Global CIO) в номинации «Лучший проект по созданию медиаплатформы» за создание медиаплатформы S7 Airlines.[29]
- Премия ComNews Awards в номинации «Лучшее решение для цифровой экономики» за систему мониторинга и управления парком автомобилей ГАЗ.[30]
- Премия «Приоритет» в номинации «Цифровая трансформация» за платформу SkillFlex.[31]
- Tagline Awards, крупнейшей Digital-премии в Европе, в номинации «Лучшее ритейл приложение» за обновленное мобильное приложение «О’КЕЙ».
- Александр Егоров, генеральный директор «Рексофт», вошел в рейтинг Топ-250 высших руководителей рейтинга «Топ-1000 российских менеджеров» в сфере «Информационные технологии».[32]
- Исполнительный директор «Рексофт» Евгений Минеев вошел в тройку лидеров топ-менеджеров года по версии «Коммерсантъ СПб» в сфере информационных технологий.[33]
- Премия «Логистика года» в номинации «Лучшее решение в логистике» за проект по автоматизации логистического центра «Почты России».[34]
- Финалист рейтинга работодателей России HH.ru.[35]
- Топ-10 крупнейших российских поставщиков унифицированных коммуникаций рейтинга TAdviser.

2021 год
- «Топ-25 лучших работодателей» портала Хабр среди ИТ-компаний с общей численностью до 1000 сотрудников.
- Премия «Проект года» Global CIO в номинации «Лучшее DevOps-решение» за разработку DevOps-платформы для S7 Airlines.[36]
- Премия «Приоритет» в номинации «Информационные технологии» за разработку проекта «Биржа данных» для НП «ГЛОНАСС».[37]
- Премия  Digital Leaders в номинации «SMART решение года» за мобильное приложение «О’КЕЙ».[38]

2020 год
- Премия «Приоритет» в номинации «Технологический стартап» за разработку цифрового экспедитора AgoraFreight.[39]
- Премия ComNews Awards в номинации «Лучший проект» среди экосистем на основе отраслевых цифровых платформ за проект «Автодата» для НП «ГЛОНАСС».[40]
- Национальная банковская премия «Золотой Лев» (NBJ) за разработку системы управления корпоративной архитектурой для банка «Открытие».[41]
- Приложение G-Manager для управляющих заправками сети АЗС «Газпромнефть» признано победителем премии Digital Leaders в номинации «Мобильное приложение года».[42]
- Лидер рейтинга Top Sweden Custom Software Developers международного аналитического агентства Clutch.[43]

2019 год
- Премия «Проект года» Global CIO за разработку первого в России цифрового экспедитора для грузоперевозок AgoraFreight.[44]

2018 год
- Платиновая награда в номинации «Best Social/Lifestyle App» за мобильное приложение «О’КЕЙ».
- «Проект года 2017» Global CIO за разработку единого омниканального личного кабинета «О’КЕЙ».

2017 год
- «Проект года 2016» Global CIO за мобильное приложение для сети АЗС «Газпромнефть».

2015 год
- Премия «Инноватор года» от Американской Торговой Палаты за проект по созданию интернет-магазина «О’КЕЙ».
- «Проект года 2014» Global CIO в номинации «Связь и сервисы» за создание тестового комплекса в банке ВТБ 24 (в 2018 году стал частью банка ВТБ) и в номинации «Инновационный подход» за усовершенствование системы управления финансовыми лимитами банка ВТБ.[45]

2013 год
- Лучший ИТ-проект года в номинации «Лучшее отраслевое решение: Транспорт» за проект для S7 Airlines.

2012 год
- «Инноватор года» от Американской Торговой Палаты за проекты для Федеральной миграционной службы (ФМС России).[46]
- Рейтинг «Лучшие работодатели России», составленный кадровым холдингом «HeadHunter» (HH.ru).[47]

2009 год
- 20-е место в рейтинге крупнейших поставщиков услуг ИТ-поддержки в России по версии CNews Analytics.
- Рейтинг «2009 Global Outsourcing 100», составленный The International Association of Outsourcing Professionals (Международной Ассоциацией Аутсорсинг-профессионалов).[48]